# Nuestra Señora de los Remedios de Mondoñedo
Mondoñedo (llamada oficialmente Nosa Señora dos Remedios) es una parroquia española del municipio de Mondoñedo, en la provincia de Lugo, Galicia.

## Otras denominaciones
La parroquia también es conocida por el nombre de Nuestra Señora de los Remedios de Mondoñedo.

## Límites
Limita al norte con Figueiras y Viloalle; al sur con Sasdónigas; San Vicente de Mondoñedo y Romariz; al este con Santiago de Mondoñedo y al oeste con Labrada.

## Organización territorial
La parroquia está formada por dieciocho entidades de población:

### Entidades de población
Entidades de población que forman parte de la parroquia:
- Carroceira (As Carroceiras)
- Cesuras
- A Chanta
- Coruxeiras (As Coruxeiras)
- Estelo
- Formigueiro (O Formigueiro)
- Pelourin (Pelourín)
- Prado
- Pumariño
- Recadieira (A Recadieira)
- Rego de Cas (Rego dos Cas)
- San Cristovo
- Santa Margarita (Santa Margarida)
- Seivane
- Tronceda
- Valiño (O Valiño)
- Zoñan (Zoñán)

### Despoblado
Despoblado que forma parte de la parroquia:
- Gontariz

## Demografía
| Gráfica de evolución demográfica de Mondoñedo entre 2000 y 2020 |
|                                                                 |
| Datos según el nomenclátor publicado por el INE.                |

## Patrimonio
En la entrada de la ciudad se encuentra el Santuario de Nuestra Señora de los Remedios en cuyo interior se conserva el más hermoso conjunto barroco de Mondoñedo. El Santuario está en uno de los extremos del Campo de los Remedios, en un lugar que se conoce como Pena de Outeiro, en terrenos comprados en el año 1558 al cabildo con donaciones de un grupo de mindonienses. Sus orígenes se remontan al año 1558, cuando se construye una pequeña ermita y un albergue para los peregrinos. Pero esta construcción sufrió varias reformas debido a su estado ruinoso por el año 1643. La ermita, tal como la podemos ver hoy en día, es el resultado de la obra que el Obispo Sarmiento mandó construir en 1733. Su planta es de cruz latina, aunque sus naves, cubiertas por bóvedas de cañón, parecen del mismo tamaño.
Enfrente del santuario se encuentra la Alameda de los Remedios, que tiene la peculiaridad de ser una de las más antiguas de España, plantada en 1594 por el regidor Luis de Luaces, y donde se celebró la primera Fiesta del Árbol de Europa. Hay un monolito que lo conmemora en uno de sus jardines. El quiosco situado en uno de los laterales de la Alameda fue, en algún tiempo, un bello escenario para la banda municipal.

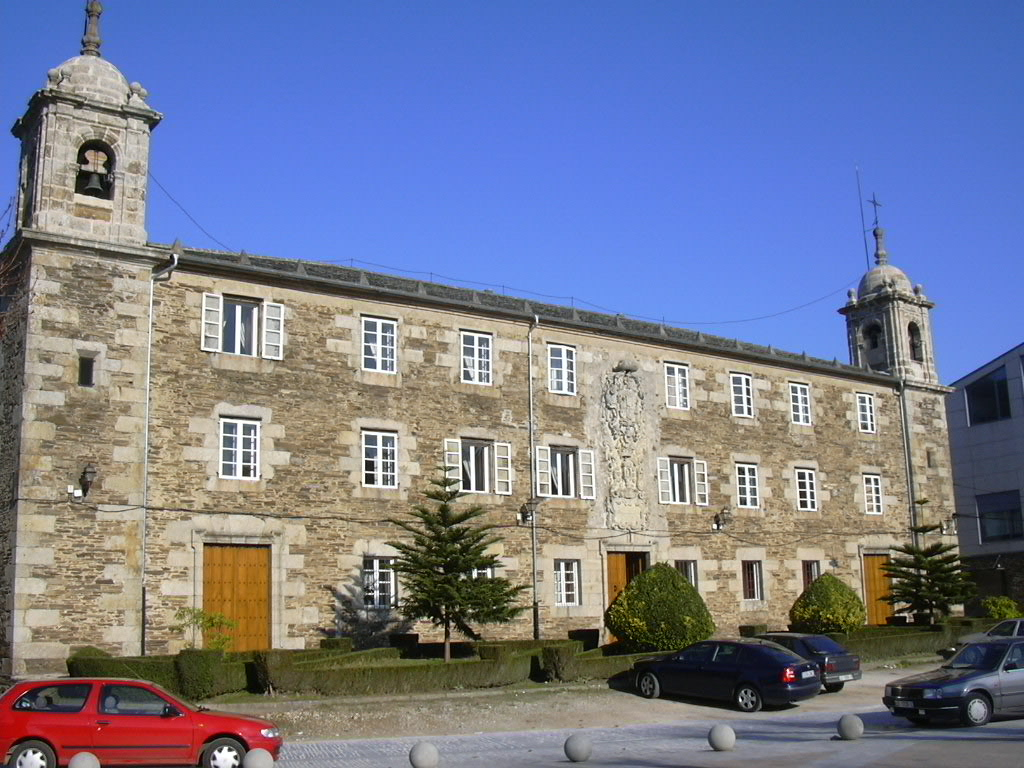
Hospital de San Pablo.

La Alameda es el marco ideal para las ferias y fiestas más importantes de Mondoñedo, como por ejemplo, As San Lucas, As Quendas, o las propias de Os Remedios. Fiestas en las que la Alameda se llena con multitud de mindonienses, los puestos de los feriantes y las pulperías, donde nadie termina las fiestas sin haber disfrutado de un pulpo preparado al estilo feria.
Al lado de la alameda se encuentra el Hospital de San Pablo, construido también en la misma época que el santuario. Por encima de la puerta destacan el escudo de Mondoñedo y el propio Sarmiento. Se dice que dice que Sarmiento tenía la "dolencia de la piedra" por las muchas construcciones que fomentó y que quiso abrir un canal por el río Masma para traer agua del mar hasta Mondoñedo.
Desde la Alameda hay una vista maravillosa sobre el valle del río Cesuras, y a lo alto sobre el Monasterio de Os Picos.